# Champignonverwandte
Die Champignonverwandten oder Egerlingsverwandten (Agaricaceae) sind eine große Familie der Champignonartigen (Agaricales).

## Merkmale
Die Fruchtkörper sind pileat, sekotioid oder gasteroid. Es handelt sich also um Pilze, die in Hut und Stiel gegliedert sind oder um Bauchpilze oder um Pilze, deren Fruchtkörper eine Form besitzt, die zwischen diesen beiden Extremen liegt. Die Hutpilzgattungen tragen dünne Lamellen, die meist frei stehen, also nicht am Stiel anstoßen. Der Hut ist mehr oder weniger flach oder gebuckelt und die Oberfläche glatt, schorfig oder schuppig. Der Stiel ist fast immer zentral mit dem Hut verbunden und kann einen Ring tragen. Dieser membranöse Ring sowie häufig auftretende Flocken oder Schuppen auf Hut oder Stiel sind Reste eines Velum partiales. Auch eine Volva kann in einigen Fällen vorhanden sein.
Die in der Regel viersporigen Basidien sind meist klein und können manchmal von Zystiden begleitet sein. Die Färbung der Basidiosporen kann variieren. Das Sporenpulver kann weiß bis grünlich (Safranschirmlinge), ocker, rosa (Egerlingsschirmlings-Arten) oder schwärzlich (Champignon, Tintlinge) sein. Es ist aber niemals rostbraun oder zimtbraun. Die Sporen selbst sind glatt oder ornamentiert und lassen sich manchmal mit Jodreagenzien anfärben. Die meist zweikernigen Sporen besitzen bei einigen Gattungen einen Keimporus. Die sequestraten Fruchtkörper können gestielt oder ungestielt sein und besitzen eine gekammerte Gleba, die entweder komplett geschlossen bleibt oder durch das Aufreißen des umgebenden peridialen Gewebes geöffnet wird, wie das zum Beispiel bei den Stäublingen der Fall ist.

## Verbreitung und Ökologie
Die Familie ist weltweit verbreitet. Die Champignonverwandten sind in erster Linie Saprobionten, die man sowohl im Grünland als auch in Wäldern finden kann. Einige Arten bilden gewöhnlich "Hexenringe" aus. Attamyces und einige Leucoagaricus-Arten haben eine co-evolutionäre Beziehung mit Ameisen. Im Gartenbau sind besonders Leucocoprinus-Arten als Besiedler und Zersetzer von Kompost und Holzhackschnitzeln von Bedeutung. Ihre Sporen scheinen gegen Dampfsterilisation resistent zu sein.

## Systematik
Die Familie hat über 2500 beschriebene Arten, in über 100 Gattungen. Neuere molekularbiologische Studien haben die Systematik der Champignonverwandten revolutioniert. Nach neusten Erkenntnissen gehört auch die Gattung der Schopftintlinge (Coprinus  s. str.) zur Familie. Außerdem zählt man heute eine Reihe Bauchpilz-Gattungen wie die Stäublinge (Lycoperdon), die Stielboviste (Tulostoma) sowie die Gattung Baltarrea zu den Champignonverwandten.
Die nachfolgende unvollständige Systematik ist weitestgehend angelehnt an das Dictionary of the Fungi und den Einträgen im Index Fungorum und enthält die wichtigsten Gattungen innerhalb der Familie der Agaricaceae.
- Familie: Champignonverwandte (Agaricaceae)
  - Gattung: Champignons, Egerlinge (Agaricus)
  - Gattung: Stelzenstäublinge (Battarrea)
  - Gattung: Großstäublinge (Calvatia)
  - Gattung: Grünsporschirmlinge (Chlorophyllum)
  - Gattung: Coprinus
    - Schopf-Tintling (Coprinus comatus)

  - Gattung: Körnchenschirmlinge (Cystoderma)
  - Gattung: Cystodermella
  - Gattung: Mehlschirmlinge (Cystolepiota)
    - Behangener Mehlschirmling (Cystolepiota seminuda)

  - Gattung: Egerlingsschirmpilze (Leucoagaricus)
  - Gattung: Faltenschirmlinge (Leucocoprinus)
  - Gattung: Schirmlinge (Lepiota)
  - Gattung: Stäublinge (Lycoperdon)
  - Gattung: Schleimschirmlinge (Limacella)
  - Gattung: Riesenschirmlinge (Macrolepiota)
  - Gattung: Zwergschirmlinge (Melanophyllum)
  - Gattung: Tintlingsstäublinge (Podaxis)
    - Wüsten-Tintlingsstäubling (Podaxis pistillaris)

  - Gattung: Stielboviste (Tulostoma)

## Bedeutung
Der Zucht-Champignon (Agaricus bisporus) ist der weltweit am häufigsten kultivierte Speisepilz. Auch Giftpilze kommen in der Familie vor, besonders bei den Schirmlingen (Lepiota) und den Safranschirmlingen (Chlorophyllum).